# Malmø Synagoge
Malmø Synagoge (svensk: Malmö Synagoga) er en jødisk synagoge i Malmø.
Malmø Synagoge er den ældste af de byens to synagoge, hvor den anden er Malmø Egalitære Synagoge fra 2011.
Malmø Synagoge er opført i maurisk stil i 1903 og bygningen er tegnet af arkitekten John Smedberg fra Malmø.
Ydervæggene i synagogen er prydet med lotusblomster og tallet otte, som er herrens tal. Bygningen har en Mikvé.